# Dayton (Idaho)
Dayton é uma cidade localizada no estado americano de Idaho, no Condado de Franklin.

## Demografia
Segundo o censo americano de 2000, a sua população era de 444 habitantes.
Em 2006, foi estimada uma população de 457, um aumento de 13 (2.9%).

## Geografia
De acordo com o United States Census Bureau tem uma área de
17,2 km², dos quais 17,1 km² cobertos por terra e 0,1 km² cobertos por água.

## Localidades na vizinhança
O diagrama seguinte representa as localidades num raio de 20 km ao redor de Dayton.